# Friedrich Alexander Buhse
Friedrich Alexander Buhse, född 30 november 1821 i Riga, död 29 december 1898, var en balttysk botaniker.
Han studerade från 1840 botanik vid universiteten i Dorpat, Berlin och  Heidelberg, och doktorerade 1843. Mellan 1847 och 1849 samlade han in växter i Transkaukasus och Persien tillsammans med Pierre Edmond Boissier. År 1852 blev han korresponderande medlem av Société linnéenne de Lyon.
Tillsammans med Boissier beskrev han många växtarter. Växtsläktet Buhsia i familjen Capparaceae är uppkallat efter honom av Alexander Bunge.

## Verk i urval
- Ueber den Fruchtkörper der Flechten (Lichines), 1846
- Bergreise von Gilan nach Asterabad, 1849
- Nachrichten über drei pharmacologischwichtige Pflanzen und über die grosse Salzwüste in Persien, 1850
- Aufzählung der auf einer Reise durch Transkaukasien und Persien gesammelten Pflanzen (med Pierre Edmond Boissier), 1860
- Liste der Gefässpflanzen des Alburs und der Kaspischen Südküste, 1899
- Die flora des Alburs und der Kaspischen Südküste (med C. Winkler), 1899[7]